# Steropodontidae
Steropodontidae – rodzina wymarłych ssaków z rzędu stekowców.

## Występowanie
Żyły we wczesnej kredzie około 120-110 milionów lat temu w Australii. Osiągały około 10–50 cm długości i jak inne prassaki były jajorodne.

## Podział systematyczny
Do tej rodziny należą tylko 2 gatunki:
- †Steropodon galmani
- †Teinolophos trusleri